# Hermandad de los Negritos (Sevilla)
La Hermandad de los Negritos es una cofradía católica de Sevilla, Andalucía, España. Su nombre completo es Muy Antigua, Pontificia y Franciscana Hermandad y Cofradía de Nazarenos del Santísimo Cristo de la Fundación y Nuestra Señora de los Ángeles Coronada. Procesiona en la Semana Santa. Tiene su sede en la capilla de Nuestra Señora de los Ángeles.
Nuestra Señora de los Ángeles fue coronada de forma Pontificia el 18 de mayo de 2019.

## Historia
Fue fundada hacia 1393 por Gonzalo de Mena y Roelas, arzobispo de Sevilla, en la capilla del hospital de los Ángeles, para acoger tanto a personas esclavizadas provenientes del sur del Sahara como a las manumisas o libres. El 16 de julio de 1554 se aprobaron sus reglas por Don Hernando Arcantín de Valle, provisor del arzobispado. Es una de las hermandades más antiguas de Sevilla y estuvo integrada mayoritariamente por las personas negras que había en la ciudad, de lo que viene el calificativo de “Cofradía de los Negritos”. En una época en que la esclavitud estaba vigente en España se crearon cofradías integradas por personas negras como esta, así como la de la San Benedicto de Palermo en Granada (1501), la de Sant Jaume en Barcelona (1455) o la Casa del Negres en Valencia (1472). Entre otras cosas, estas cofradías servían para protegerse y defenderse de las autoridades, brindar asistencia a otras personas en necesidad y tratar de liberar a miembros todavía esclavizados.
En escritura ante Luis de Medina, escribano público de Sevilla, a 9 de noviembre de 1550 se adquirieron los solares actuales, donde se edificó capilla propia. A partir del 12 de diciembre de 1604, por escritura realizada en la misma escribanía de Luis de Medina, el tributo anual pasó a pagarse a los marqueses de Castellón. Hasta mediados del siglo XIX solo admitieron hermanos de raza negra. Debido a su origen particular, su Hermano Mayor es el arzobispo de Sevilla, que delega sus funciones en un Alcalde. En 1941, por acuerdo del Cabildo, todos los hermanos hicieron estación de penitencia descalzos, recomendándoseles en lo sucesivo que siempre se hiciera igual, salvo imposibilidad física. En 1948 y 1961 sufrió grandes desperfectos en la capilla y altares a consecuencia de las inundaciones que padeció la ciudad de Sevilla. A su paso por la catedral realizan una ofrenda ante el sepulcro de su fundador, el cardenal Mena. En la actualidad sigue habiendo algunos hermanos de raza negra.

## Pasos y vestimenta

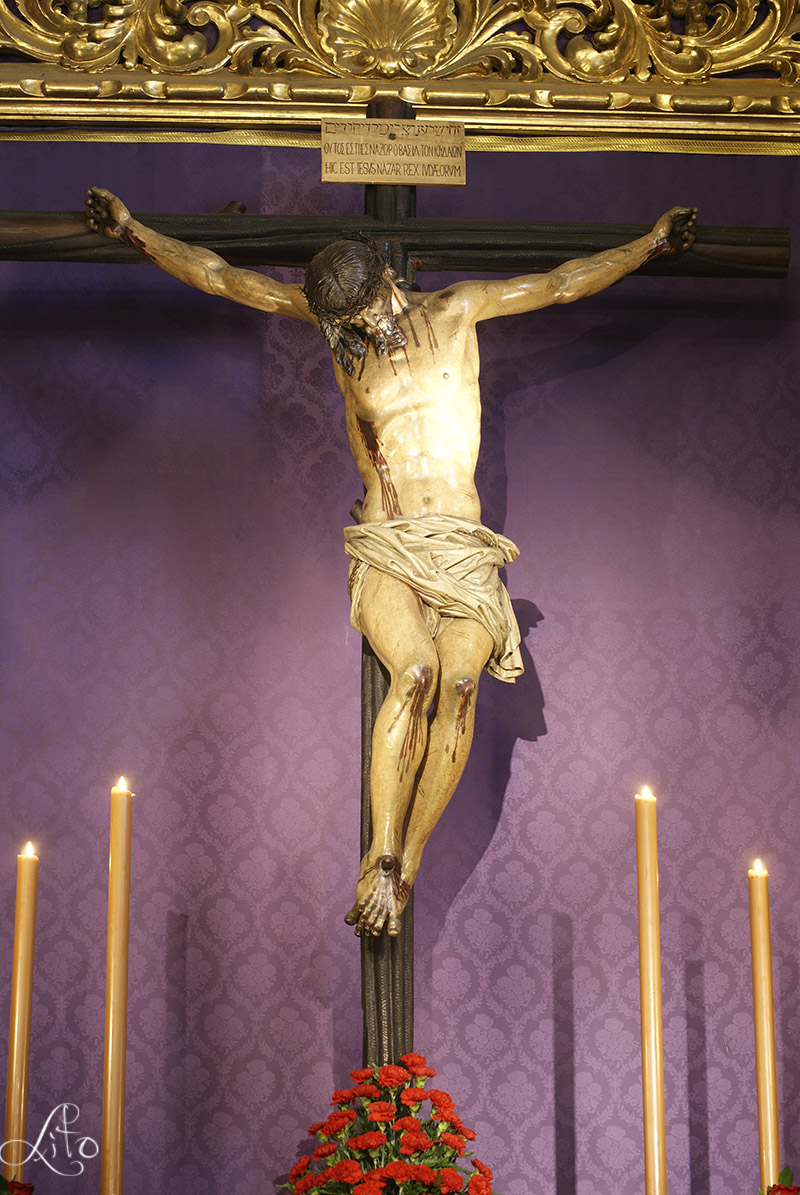
Cristo de la Fundación

El Cristo de la Fundación es un crucificado realizado por Andrés de Ocampo en 1622. El paso es de estilo neorrenacentista, en madera de caoba, siendo iluminado por cuatro faroles de madera. Fue realizado por Salvador Domínguez Gordillo en 1922 y fue restaurado en 1996.
Su actual capataz en D. Antonio Hierro.

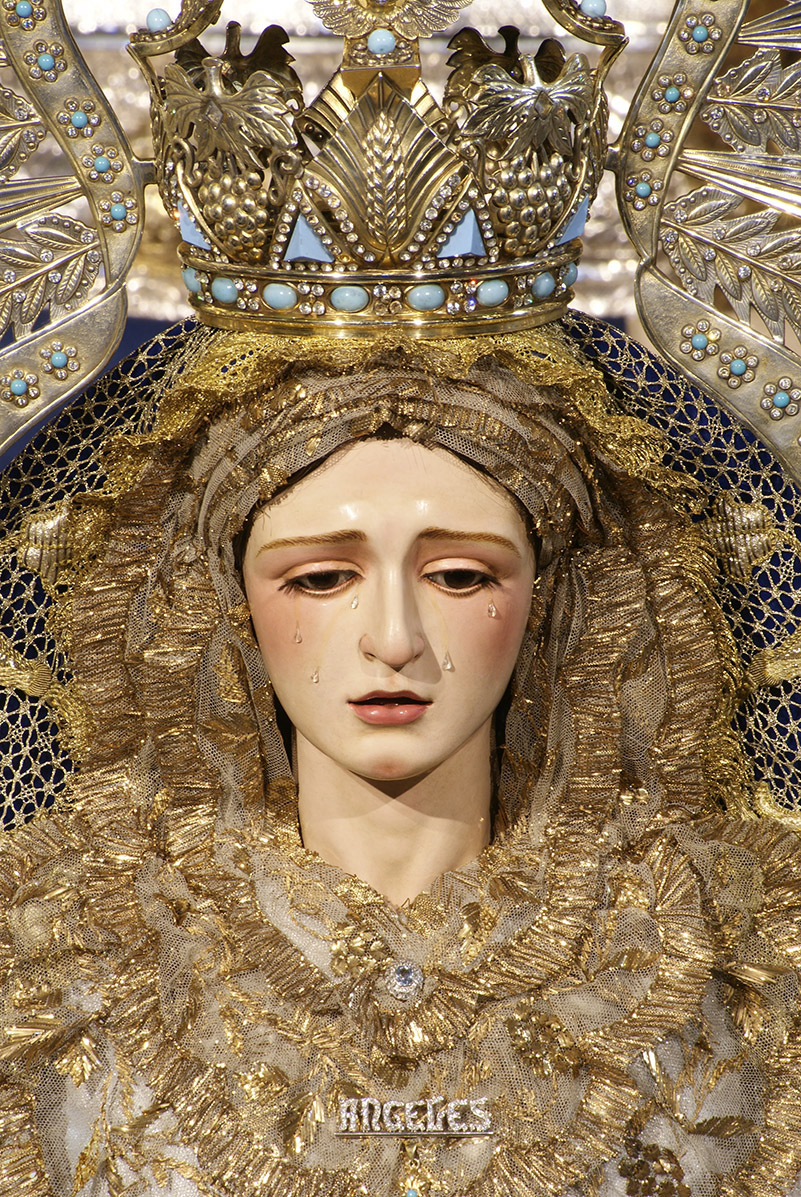
Virgen de los Ángeles

La Virgen es de autor anónimo. El paso de palio es de inspiración oriental. Orfebrería plateada y dorada. El Palio y manto de tisú celeste, bordados en oro y plata, con marfiles en el palio, por las Trinitarias desde 1961 hasta 1964. La saya es bordada, también por las Trinitarias. La Virgen luce corona de plata dorada, hecha en 1970. El diseño de toda la obra fue debido al pintor Juan Miguel Sánchez.
La Virgen de los Ángeles fue coronada con rango pontificio el 18 de mayo de 2019 por Monseñor Asenjo.
Sus actuales capataces son los Hermanos Gallego. Las túnicas de la cofradía son blancas de cola, con antifaz blanco y escapularios y cíngulos celestes.

## Música
Desde hace unos años, tras la salida del Cristo se interpreta la marcha "Cristo de la Fundación" de Ángel Alcaide Barroso-Vázquez. Durante su recorrido va acompañado por la capilla musical Ars Sacra y el grupo de Voces Graves De Profundis.
La Banda de Música de Nuestra Señora de las Nieves de Olivares suele acompañar a la Virgen, e interpreta antes de la salida la Salve a la Virgen de los Ángeles, y una vez en la calle la marcha "Virgen de los Negritos" de Pedro Morales.

## Paso por la Carrera Oficial
| Predecesor: El Cristo de Burgos (Miércoles Santo) | Orden de entrada en carrera oficial (Jueves Santo) 1.er lugar | Sucesor: La Exaltación |